# خورشیدنگین شاخ‌دار
خورشیدنگین شاخ‌دار (نام علمی: Heliactin bilophus) یک گونه از مگس‌مرغ‌ها در زیرخانواده انبه‌خورکیان (Polytminae) است و در بولیوی، برزیل و سورینام یافت می‌شود. این پرنده شامل ۲۷ گونه در ۱۲ سرده است و تصور می‌شود حدود ۱۸ میلیون سال پیش منشأ گرفته باشد.

## پراکندگی و زیستگاه
خورشیدنگین شاخ‌دار در بیشتر مناطق مرکزی برزیل، در شرق از جنوب مارانیائو تا جنوب سائوپائولو (ایالت) و سپس از غرب تا غرب ماتو گروسو و در بخش سانتا کروز بولیوی یافت می‌شود. همچنین در منطقه کوچکی در جنوب سورینام و منطقه‌ای دیگر در ایالت آماپا در شمال برزیل یافت می‌شود و خارج از محدوده طبیعی آن در دورترین نقطهٔ غرب برزیل گزارش شده است. در انواع منظره‌های نیمه‌باز تا بازمانند جنگل گالری، درختزار، سرادو، علفزار و باغ‌ها زندگی می‌کند. اگرچه بیشتر زیر ۵۰۰ متر (۱٬۶۰۰ فوت) ارتفاع تا ۱٬۰۰۰ متر (۳٬۳۰۰ فوت) یافت می‌شود.

## توضیحات
خورشیدنگین شاخ‌دار یک مرغ‌مگس‌خوار کوچک با دُمی بلند است که طول آن بین ۹٫۵ تا ۱۱ سانتی‌متر (۳٫۷ تا ۴٫۳ اینچ) و وزنش بین ۱٫۸ تا ۲٫۸ گرم (۰٫۰۶ تا ۰٫۱۰ اونس) می‌باشد. هر دو جنس نر و ماده رنگی روشن دارند؛ سطح پشتی آن‌ها به رنگ سبز-زرد فلزی است و سطح شکمی سفیدرنگ است. دو طرف گردن نیز سفید بوده و حالتی شبیه به یک نیم‌یدک (نیم‌یقه) ایجاد می‌کند. پرهای پروازی به رنگ قهوه‌ای تیره مایل به سیاه هستند و منقار و پاها سیاه‌رنگ‌اند. منقار باریک، راست و نسبتاً کوتاه است و ۱٫۶ سانتی‌متر (۰٫۶۳ اینچ) طول دارد. پرهای دم نوک‌تیز هستند و چهار پر میانی دم بسیار بلندتر از پرهای بیرونی‌اند. دو پر میانی در نر به رنگ نخودی و در ماده به رنگ سبز هستند، و سایر پرهای دم عمدتاً سفیدند. بخش بالایی دم، زمانی که از زیر مشاهده شود، نوار سیاهی به شکل حرف V نشان می‌دهد.

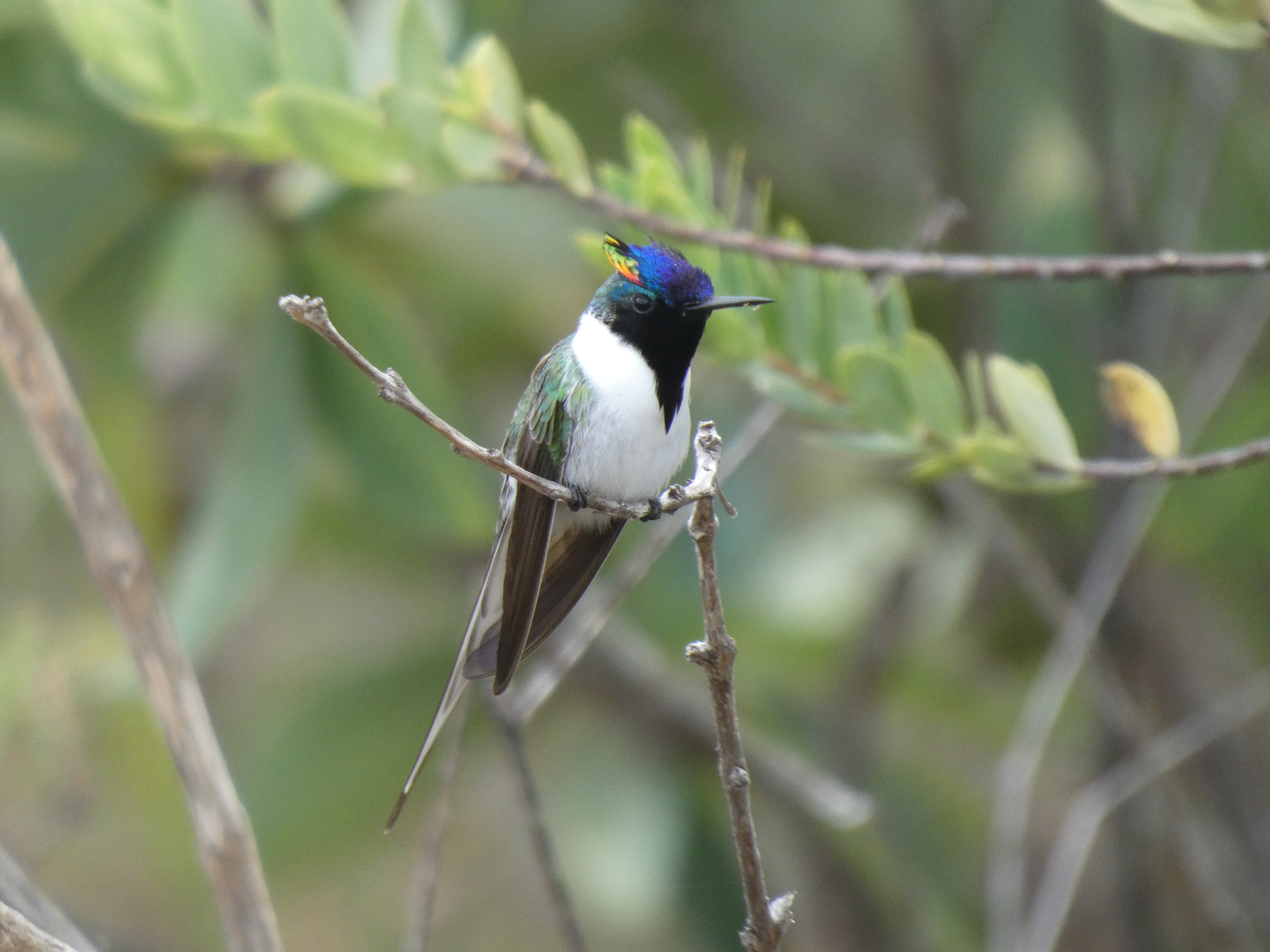
پرنده نر در نزدیکی پارک ملی سِرا دو سیپو مشاهده شده است.

در این گونه تفاوت‌های آشکاری بین نر و ماده یا دوریختی جنسی وجود دارد. نر به‌طور خاص به‌خاطر رنگین‌تابی و جلوه‌گری چشمگیرش شناخته می‌شود و دارای دسته‌پرهای براق ("شاخ") بالای چشم‌هاست. هر یک از این دسته‌پرها شامل ردیفی از شش پر است که به سمت عقب خم شده‌اند و در قاعده به رنگ قرمز آتشین، در میانه طلایی، و در نوک‌ها طلایی-سبز هستند. سایر پرهای سطح بالایی سر به رنگ آبی تیره براق تا سبزآبی هستند و در پشت سر، تاج کوتاهی را تشکیل می‌دهند. گلو و کناره‌های سر تا ناحیه گوش با پرهای سیاه مات پوشیده شده‌اند؛ پرهای ناحیه میانی گلو بسیار بلندند و ریش نوک‌تیزی را تشکیل می‌دهند که تا بالای پرهای سفید سینه امتداد می‌یابد.
خورشیدنگین شاخ‌دار ماده ساده‌تر است و فاقد «شاخ‌ها»، پرهای سیاه و پرهای براق روی سر می‌باشد. چانه و گلوی آن به رنگ قهوه‌ای یا زرد نخودی است و کناره‌های سر رنگ تیره‌تری دارند. دم ماده کوتاه‌تر از دم نر است. نوجوان‌ها (جوجه‌ها) شبیه ماده‌ها هستند.
خورشیدنگین شاخ‌دار به‌احتمال بسیار کم با گونه‌ای دیگر در محدوده پراکندگی‌اش اشتباه گرفته می‌شود. ماده این پرنده، حتی با وجود نداشتن زینت‌های منحصربه‌فرد نر، از طریق سطح پشتی زرد-سبز، سطح شکمی سفید و دم بلندش قابل شناسایی است.
ماده این گونه تا حدودی شبیه ماده پری گوش‌سیاه است، اما از طریق سطح پشتی زردتر، یقه سفید گردنی گسترده‌تر، و شکل و رنگ‌بندی متفاوت دم از آن قابل تمایز می‌باشد.